# Cougar Town
Cougar Town es una serie de televisión estadounidense que se estrenó en la cadena ABC en 2009. Sus primeras 3 temporadas se emitieron en ABC (hasta 2012), y las 3 últimas en TBS (hasta 2015). Se centra en una mujer recién divorciada que vuelve a entrar en una escena llena de citas con hombres más jóvenes (lo que se conoce como una "cougar", literalmente puma en español, de ahí el título de la serie) mientras que vive con su hijo de 17 años, y se embarca en un viaje de autodescubrimiento, rodeada de compañeros divorciados. El episodio piloto de la serie se emitió después de Modern Family el 23 de septiembre de 2009 y luego en horario de miércoles por la noche a las 9:30.
La serie fue creada por Bill Lawrence y Kevin Biegel y es producida por Coquette Productions, en asociación con ABC Studios. El rodaje de la serie tuvo lugar en Culver Studios en Culver City (California). La emisión del episodio piloto alcanzó los 11,28 millones de espectadores.
El 12 de enero de 2010, fue confirmada una segunda temporada por la cadena ABC.
Para Hispanoamérica fue transmitida por el canal de Sony Entertainment Television desde el 4 de febrero de 2010 todos los jueves nombrados "Jueves de humor".
En España, la serie se estrenó el 22 de febrero de 2010 en el canal Cosmopolitan TV (en televisión de pago) y el 20 de septiembre de 2010 en MTV (en abierto).

## Reparto y personajes
Artículo principal: Anexo:Personajes de Cougar Town
La serie presentó siete miembros del reparto principal, con otros personajes recurrentes.
- Courteney Cox interpreta a Jules Cobb, una madre soltera divorciada recientemente, que decide explorar las verdades acerca de las citas y el envejecimiento. Jules pasó 20 años criando a su hijo y se casó con Bobby. Ella trata de revivir sus 20 años y recuperar el tiempo perdido al salir con hombres más jóvenes. Reside en una pequeña ciudad en Florida y es un agente inmobiliaria que tiene éxito en los negocios. A pesar de que ha estado fuera del mundo de las citas por un tiempo, Jules decide encontrar el amor otra vez mientras vive con su hijo adolescente.[8]

- Josh Hopkins es Grayson Ellis, camarero y también vecino de Jules. Le gustan las mujeres más jóvenes y siempre se lo echa en cara a Jules. Grayson, también se acaba de divorciar, pero a diferencia de Jules, no comparte su estilo de vida único. Sin embargo, reveló que quería tener hijos, pero su mujer no. Accidentalmente reveló su interés por Jules a Bobby y Andy en el día de Acción de Gracias.[9]

- Christa Miller interpreta a Ellie Torres, vecina de Jules y mejor amiga. Ellie está casada con Andy Torres y tienen un bebé llamado Stan. Sarcástica, sin arrepentimientos y confidente que a menudo se pone celosa de la joven asistente y amiga de Jules, Laurie. También le gustan los chismes, pero considera que la nueva forma de vida Jules interviene entre su amistad. A pesar de amar a Andy, por alguna razón una de sus fantasías es matarlo y enterrarlo en el jardín para poder casarse con Jules, quien también considera eso como una buena opción.[10]

- Busy Philipps interpreta a Laurie Keller, joven que es conocida por su personalidad divertida. Laurie trabaja con Jules en la misma oficina inmobiliaria, como su asistente. Ella alienta a Jules para salir y divertirse, y trata que reafirmar el interés de Jules en el mundo de las citas. Se considera la mejor amiga de Jules,aunque la mejor amiga de Jules es Ellie que a menudo se pone celosa de su amistad. También le gusta pasar tiempo de calidad con su nuevo novio.[11]

- Brian Van Holt interpreta a Bobby Cobb, desempleado- exmarido de Jules, que actualmente vive en su barco, lo que lo hace legalmente sin hogar. Bobby es el clásico niño en el cuerpo de un hombre adulto lo que a menudo pone a prueba la paciencia de Jules en su intento de criar a su hijo adolescente, Travis. Pasó la mayor parte de su matrimonio en una gira como un jugador sin éxito, y ahora pasa su tiempo cortando el césped en la escuela secundaria de su hijo. Él siempre se refiere a Julia como "J-Bird".[12]

- Dan Byrd interpreta a Travis Cobb, el hijo de 17 años de Jules. Ama a sus padres, aunque es constantemente avergonzado por ambos. Sobre todo en la escuela, constantemente se refiere a la humillación de sus amigos y compañeros de clase. Es el apoyo de su madre, pero considera que sus acciones son vergonzosas para él, como tratar con los anuncios de la inmobiliaria de su madre por la ciudad y nuevos puestos de trabajo de su padre como cortador de césped de su escuela, su padre le ayuda a no darse cuenta de que preocuparse acerca de lo que piensen los demás.[13]

- Ian Gomez es Andy Torres, esposo de Ellie. Andy es un esposo devoto y también un padre amoroso. Le encanta el café y, a menudo pasa tiempo con el exesposo de Jules-, Bobby.

### Elenco recurrente
- Carolyn Hennesy como Barb Coman - una mujer que trabaja en el sector inmobiliario junto a Jules. Ella usualmente aparece brevemente para entregar lascivas. Como señala Jules en un episodio,[14] "tú sólo me sigues, ¿esperando para decir cosas?".
- Spencer Locke como Kylie - la novia de Travis. Travis pierde su virginidad con Kylie, pero los dos terminan después de que se engañan el uno al otro con Travis besando a Heather Spangler y Kylie besando a Jessie Spangler. La pareja luego se reconcilia y continúan saliendo en la temporada 2, a pesar de que Kylie revela que ella no quiere ser exclusiva con Travis.[15]
- Ryan Devlin como Smith Frank - un abogado joven y el novio de Laurie. En la temporada 2, Smith termina con Laurie después de que ella le admite a Jules que ella está enamorada de él y él se da cuenta de que no siente lo mismo.
- LaMarcus Tinker como Kevin - el compañero de piso de Travis de la universidad y su amigo. Travis molesta a Kevin cuando se conocen por primera vez, mientras está encontrando su camino en la universidad. Sin embargo, Travis gana el respecto de Kevin y se convierten en buenos amigos.
- Bob Clendenin como Tom - El vecino viudo de Jules quién expresa su atracción por ella en maneras raras, haciendo vino en su garaje y siempre está haciendo cosas para Jules y la banda sin conseguir nada a cambio.

### Notables estrellas invitadas
- Matthew Perry como Sam.
- Scott Foley como Jeff - un hombre en sus treinta quién busca comprar una casa de Jules y termina en una relación con ella. Como su relación con Josh, la relación terminó cuando las cosas se volvieron muy serias para Jules quién está disfrutando su independencia y no está buscando nada serio.
- Nick Zano como Josh - un hombre joven quién ha salido con Jules, pero que quería sentir una relación más seria con ella. Luego, Jules decide terminar con él debido a su deseo de una seria relación. El actor Nick Zano dejó el programa debido a una oferta para Melrose Place.
- Lisa Kudrow como la Doctora Amy Evans - una dermatóloga mala quién brevemente salió con Bobby.
- Beverly D'Angelo como Sheila - la madre separada de Laurie.
- Sheryl Crow como Sara - la novia de Grayson, su novia apropiada de edad antes de Jules.
- Barry Bostwick como Roger Frank - el padre rico de Smith Frank quién no aprueba la relación de su hijo con Laurie.
- David Rogers como Matt Knowles - Matt es el primer chico conocido con Jules Cobb en el bar.
- Alan Ruck como Frank - el vecino de Jules, tiene problemas con su matrimonio debido a un enamoramiento (y algunas fantasías ilícitas) que ha tenido con Jules.
- Jennifer Aniston como Glenn - la terapeuta de Jules quién tiene un fuerte vínculo hasta que ella descubre sus métodos de terapia.
- Ken Jenkins como Chick - el padre emocional distanciado de Jules.

## Sinopsis
El estreno de la primera temporada muestra a Jules mientras examina su cuerpo desnudo en un espejo, en busca de signos de envejecimiento. Jules, ahora divorciada de su esposo Bobby, trata de volver a entrar al mundo de las citas y su amiga Laurie la ayuda. La mejor amiga de Jules y su vecina, Ellie, trata de prevenirla de que salga mientras su hijo es constantemente avergonzado por ambos de sus padres. Jules comienza a salir con Josh (Nick Zano). La relación con Josh termina cuando él le dice que la ama y Jules no siente lo mismo. Luego, Jules comienza una relación con Jeff (Scott Foley) un cliente quién enfurece a Jules con su indecisión. Su relación con Jeff termina cuando la relación se convierte más serie para Jules quién no está buscando nada serie tan pronto después de su divorcio, mientras que Jeff está listo para establecerse ya que ha estado "jugando en el campo de juego" por mucho tiempo. Después de que su relación con Jeff termina, Jules se acuesta con su exesposo, Bobby (Brian Van Holt). Esto causa que los sentimientos de Bobby hacia Jules se agranden y él le dice a ella que quiere que vuelvan. Jules, sin embargo, le dice que ella lo ama pero no 'de la misma forma' y que están felices siendo amigos, criando a su hijo, Travis (Dan Byrd) juntos. Hacia el final de la temporada, los sentimientos latentes entre Jules y su vecino Grayson (Josh Hopkins) salen a la superficie, y los dos comienzan una relación.

## Producción

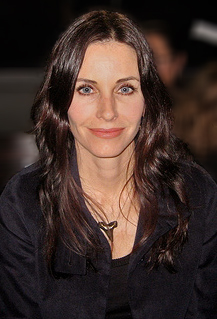
Courteney Cox en la Semana de la Moda de Nueva York.

### Concepto
Tras la cancelación de Dirt, Courteney Cox quería regresar a la televisión para hacer otra comedia, y con esta intención abordó a Lawrence, conocido por ser el creador de Scrubs y Spin City. Para comprobar que trabajaban bien juntos, Lawrence decidió hacerle una prueba a Cox en Scrubs, como estrella invitada en los tres primeros episodios de la octava temporada.
Lawrence y Biegel, que ya habían escrito juntos episodios de Scrubs, pensaron en el personaje de Cox como una mujer de 40 años que se acaba de quedar soltera, porque consideraron que era "un tema real de nuestra época". Lawrence se inspiró en su propia esposa, la actriz Christa Miller, quien además actúa en la serie como Ellie, y que ya había trabajado con Cox en Scrubs. Lawrence le advirtió a Cox de que la serie sería "de alto riesgo, alta recompensa", a pesar de lo cual Cox decidió seguir adelante. Según afirmó Lawrence: "raramente me inquieto tanto porque normalmente a la única persona que puedo decepcionar es a mí mismo. Quiero hacer que funcione por ella."
Antes de presentar la idea a ABC, se plantearon otros títulos para el programa, como 40 and Single y The Courteney Cox Show,, debido a que Lawrence pensó que Cougar Town era "un título ruidoso", que apartaría a la gente del programa. Sin embargo, acabaron aceptando el riesgo. Una vez aceptado el proyecto, la ABC les pidió tener el piloto preparado para filmar a finales de enero de 2009. Lawrence y Biegel escribieron juntos el guion del episodio y fue Lawrence el encargado de dirigirlo. Para completar el casting, Lawrence creó el personaje de Ellie para su esposa, Christa Miller.
En mayo de 2010, se informó de que los productores estaban considerando un cambio de nombre para el programa, ya que la trama se había desviado mucho de su premisa inicial. Stephen McPherson, jefe de ABC Entertainment, afirmó que él iba a estar "a bordo" con el cambio de nombre, si los productores decidían seguir adelante. Finalmente, Lawrence descartó la idea de cambiar el nombre debido a la incapaidad de encontrar "uno muy bueno." A pesar de todo, muchos espectadores que habían ignorado la serie debido a su nombre, terminaron enganchándose viendo una parte de un episodio.

### Filmación
La serie tiene lugar en una ciudad ficticia de Gulf Haven en Sarasota County, Florida aunque se graba en Culver Studios en Culver City, California. El episodio piloto fue dirigido y escrito por el creador de Scrubs Bill Lawrence, quién está casado con la estrella de Scrubs y Cougar Town, Christa Miller. Lawrence es el productor ejecutivo/escritor/director, Kevin Biegel es escritor/coproductor ejecutivo y Courteney Cox y David Arquette son los productores ejecutivos. Está producida por Doozer Productions y Coquette Productions (encabezada por Cox y su exesposo David Arquette) y es de ABC Studios. La comedia está filmada en formato de una sola cámara. Cox grabó el piloto el 19 de marzo de 2009.

### Equipo
Además de haber creado la serie, Bill Lawrence es el que lleva el show, el jefe de guionistas y el productor ejecutivo. Courteney Cox, quién protagoniza en el show, es productora ejecutiva junto a Lawrence. Lawrence, el productor ejecutivo, el que lleva el show, el jefe de guionistas y creador de Scrubs, coescribió y dirigió el piloto y escribió el segundo episodio. Él ha escrito para otros shows como Friends, The Nanny y Boy Meets World como también cocreador de Spin City. Kevin Biegel, cocreador, ha escrito también episodios de Scrus. Escribió 7 episodios en Scrubs y escribió el guion del piloto con Lawrence.

### Música
El tema original y música para Cougar Town está compuesta por el cantante y compositor WAZ y la producción Golden-Sgro. Bill Lawrence dijo; "WAZ como compositor aporta algo increíblemente especial. Él tiene la habilidad de hacer música, como sí fuera levantada de la radio, y sin embargo, todavía sirve para el show perfectamente... Como grupo estamos seguros que WAZ será el próximo cantante/compositor que intentaremos hacerle crédito. Él es así de bueno." Canciones como "Lisztomania" de Phoenix, "Slow Ride" de Foghat, y "Bulletproof (Remix)" por La Roux, fueron usadas en el episodio piloto. En el segundo episodio, "Single Ladies (Put a Ring on It)" de Beyoncé y "Today" por Keren DeBerg como también "Tell Me" fueron usados en el show.

### Secuencia de apertura
La secuencia de apertura de Cougar Town muestra un mapa de Florida mostrando Sarasota County, Florida. El título hace zoom desde el contorno de Florida para mostrar Sarasota con un cartel de "Bienvenidos a Cougar Town". Los productores querían algo diferente para la creación del programa y decidieron incluir un mapa del show, comentando: "Todos están en Nueva York o Los Ángeles. Creo que hay mucha diversión en ésa área y con esos personajes." Jeanne Corcoran, el director de la comisión de Sarasota County Film, habló a los asistentes de la producción del show para poder utilizar la localización como un set como también incluyéndolo en la secuencia de apertura. Para la segunda temporada, cada episodio (excepto el segundo episodio) reemplazó el subtítulo "Bienvenidos" a una referencia con respecto al título "malo" del show (por ejemplo, "(mal llamado) Cougar Town", "Está bien mirar un programa llamado Cougar Town".)

### Formato de episodios
Todos los episodios han sido nombrados por canciones del músico Tom Petty, quien era orihundo de Florida. En un episodio, Jules describe a Josh entre "las 10 a 15 personas que ha conocido, incluyendo a Tom Petty y al Coronel Sanders".

## Recepción
En Estados Unidos la audiencia bajó de 11 a 6 millones a partir del episodio 14. En Australia la audiencia bajó de 1.3 a 1 millón en una semana después de que el director ejecutivo del canal australiano (Seven Network) lo describió como un "show de porquería" que él podría conseguir más público promocionándolo. A finales de abril de 2010, Cougar Town fue preservado en Australia debido a la baja audiencia; 10 episodios fueron emitidos.
Recientemente, el Canal 7 regresó con Cougar Town y How I Met Your Mother a su lista desde el 17 de junio. Cougar Town salió al aire después de una repetición de How I Met Your Mother, con 433,000 espectadores. Planean continuar mostrándolo en doble episodios hasta el final de la Temporada 1. En Reino Unido, la primera temporada salió al aire en LIVING, y fue mostrada en episodios dobles los martes a las 21:00. La temporada se estrenó el 30 de marzo de 2010 con 802,000 espectadores y concluyó el 15 de junio de 2010 con 593,000 espectadores. Sin embargo, la temporada completa fue el show más visto en LIVING, con un promedio de 769,000 espectadores.

### Índices de audiencia
| Temporada | Horario                | Estreno de temporada     | Final de temporada | Temporada de Televisión | Ranking | Espectadores (en millones) |
| --------- | ---------------------- | ------------------------ | ------------------ | ----------------------- | ------- | -------------------------- |
| 1         | Miércoles a las 21:30. | 23 de septiembre de 2009 | 19 de mayo de 2010 | 2009-2010               | #57     | 7.34                       |
| 2         | Miércoles a las 21:30. | 22 de septiembre de 2010 | 25 de mayo de 2011 | 2010-2011               | TBA     | 7.21 (a la fecha)          |

### Transmisión
Cougar Town se estrenó el 23 de septiembre de 2009, en el horario de miércoles a las 21:30. El episodio piloto salió al aire entre otros dos pilotos, Modern Family y Eastwick. La serie se estrenó con 11.4 millones de espectadores, siendo primeros en su franja horaria. El segundo episodio obtuvo 9.14 millones de espectadores, aunque bajó a 2.14 espectadores desde el piloto, como también otros shows esa noche como Modern Family y Eastwick.
El 8 de octubre de 2009, la ABC anunció oficialmente la realización de la temporada completa.

### Premios y nominaciones
People's Choice Awards número 36
- Nominada - Nueva Serie de Comedia Favorita (2009).

Golden Globe Awards número 67
- Nominada - Mejor Actriz en una Serie de Televisión Musical o Comedia - Courteney Cox (2009).

Glamour Magazine Mujer del Año Premios 2010
- Ganó - Actriz de televisión estadounidense - Courteney Cox (2010).

Golden Derby TV Awards 2010
- Nominada - Mejor Serie de Comedia (2010)
- Ganó - Mejor actriz principal en una Serie de Comedia - Courteney Cox (2010).
- Nominada - Mejor actriz Invitada en una Serie de Comedia - Lisa Kudrow (2010).

Ewwy Awards (2010)
- Nominada - Mejor Serie de Comedia (2010)
- Ganó - Mejor Actriz de Reparto en una Serie de Comedia - Courteney Cox (2010).
- Ganó - Mejor Actriz de Reparto en una Serie de Comedia - Busy Philipps (2010).

People's Choice Awards número 37
- Nominada - Actriz Favorita de una Serie de Televisión Cómica - Courteney Cox (2010)

## Críticas
Metacritic le dio a la serie un 39 de 100 basado en el episodio piloto, de 21 críticas, y un puntaje de 4.5 de 10 basado en 46 votos. Ken Tucker de Entertainment Weekly le dio al episodio piloto una B, comentando que el show mezcla "un realismo cínico (¿cuando escuchaste una cicatriz de cesárea como un remate?) con una jerga ridícula (una operación de senos es referido a una cabeza de gorila), Cougar Town es tan descaradamente vulgar, es entrañable." Tucker también dijo que "es con una mente tan soltera que ésta obsesión se convierte divertida." Variety dijo que el show "se introduce en el doble sentido de la inseguridad que las mujeres luchan por envejecer...aunque, la ejecución aquí es constantemente tan sutil como una patada en la ingle." Steve Heisler de The A. V. Club le dio al episodio una B-, aunque comparó el personaje de Cox al de Elliot Reid de Scrubs, diciendo que Cox es "graciosamente mitad seria, y tiene un propensión de decir lo que sea que está pensando."
Muchos críticos han especulado que el show tendrá sólo una audiencia limitada: mujeres mayores; con Alessandra Stanley de The New York Times diciendo que el "piloto del show puede alejar a los espectadores masculinos" mientras que Mary McNamara de Los Angeles Times dijo que, "es divertido y emocionante para mujeres de más de 40." A pesar de las especulaciones, el show ha ido bien con hombres jóvenes, y adultos jóvenes.
David Hinckley de The Daily News opinó que el show es "un desperdicio de los talentos cómicos de Cox". Kate Holmquist de The Irish Times escribió que "Cox es un símbolo y una luz roja de advertencia que todo lo que está mal con la imagen de Hollywood de las mujeres de mediana edad, quién raramente son sabias o fuertes o con edades naturales" y dice que ella es "la versión femenina de un pervertido en una gabardina sucia."
Alan Sepinwall de The Start-Ledger siente que 'Cougar Town todavía se sigue encontrado a sí misma, pero es mucho mejor que el título sugiere [...] el show "tiene que caminar una línea muy cuidadosa entre hacer diversión del concepto de una mujer mayor que se esfuerza en mantenerse atractiva y sexualmente activa y adoptarlo" aunque basada en los dos episodios "Cougar Town es consciente lo suficiente para lograr eso." USA Today también fue favorable diciendo que el show tiene "el elenco correcto y un bueno guion". Jezebel le dio al show críticas negativas diciendo, "Es un cliché, es débil, es indigno. Le da una bofetada a la despesperación depredadora," mientras que Ryan Brockington de New York Post comparó al show del show recientemente cancelado de ABC Samantha Who?.
En contraste al año anterior, la temporada 2 recibió críticas positivas de los críticos. La segunda temporada actualmente tiene un puntaje de un 75 en 100 en Metacritic, basado en 7 críticas, indicando 'críticias generalmente favorables".
Tim Stack de Entertainment Weekly considera la temporada en una luz positiva, citando que "pocos shows pueden salir con momentos genuinos de emoción mientras incorporan la frase 'tacos de bebés muertos.'" El escritor de Hitfix, Alan Sepinwall le dio una positiva crítica al show, diciendo que "a mediados de la primera temporada, los escritores se dieron cuenta de que su elenco era tan divertido juntos que lo más prudente fue poner a todos juntos tan a menudo como sea posible. Al final de la temporada, a menudo era más divertido en muchas semanas más que los episodios de Modern Family. Este todavía es el show que Cougar Town se convirtió a mediados de la temporada del año pasado."